# Parahypopta caestrum
Parahypopta caestrum là một loài bướm đêm thuộc họ Cossidae. Loài này được được tìm thấy ở Bán đảo Iberia và ở Pháp, Ý, Áo, Cộng hòa Séc, Slovakia, Hungary, trên Bán đảo Balkan, cũng như ở Jordan, Israel, Syria, Iraq, Thổ Nhĩ Kỳ, tây nam Nga và Kazakhstan.
Sải cánh của loài này dài từ 28–40 mm.
Ấu trùng của loài này ăn Asparagus officinalis, Asparagus maritime, Asparagus tenuifolis, Asparagus albus, Asparagus acutifolis, và Celtis australis.

## Phân loài
- Parahypopta caestrum caestrum
- Parahypopta caestrum caucasica (Grum-Grshimailo, 1902) (Kavkaz, Ngoại Kavkaz)